# Joshua Primo
Joshua Lincoln Alexander Primo (ur. 24 grudnia 2002 w Toronto) – kanadyjski koszykarz, występujący na pozycji rzucającego obrońcy, od 2023 zawodnik Los Angeles Clippers.
29 września 2023 zawarł umowę z Los Angeles Clippers na występy zarówno w NBA, jak i zespole G-League – Ontario Clippers.

## Osiągnięcia
Stan na 22 listopada 2023, na podstawie, o ile nie zaznaczono inaczej.
NCAA
- Uczestnik rozgrywek Sweet 16 turnieju NCAA (2021)
- Mistrz:
  - turnieju konferencji Southeastern (SEC – 2021)
  - sezonu regularnego SEC (2021)
- Zaliczony do I składu najlepszych pierwszorocznych zawodników SEC (2021)
- Najlepszy pierwszoroczny zawodnik tygodnia SEC (25.01.2021)

Reprezentacja
- Uczestnik mistrzostw świata U–19 (2019)